# Bandera blanc-blau-blanca
Bandera blanc-blau-blanca (rus: Бело-сине-белый флаг, БСБ) una bandera que es va convertir en un símbol de les protestes contra la guerra el 2022 a Rússia durant la Invasió russa d'Ucraïna del 2022. La bandera es va esmentar per primera vegada a Twitter el 28 de febrer de 2022 i des de llavors es va estendre entre les forces de l'oposició russa. Segons els activistes, la bandera és abans que res un símbol d'unir la gent per la pau i la llibertat. També es va assenyalar la continuïtat amb l'antiga versió de la bandera de Nóvgorod. Una de les institucions de govern més importants de la República de Nóvgorod va ser la cambra de Nóvgorod, que limitava els poders del príncep en contrast amb el Principat de Vladímir-Súzdal.

## Història

La bandera de la ciutat de Veliky Nóvgorod el 1994-2006

El primer lloc conegut per utilitzar la bandera blanc-blau-blanca va ser el lloc web de l'estat virtual de la República de Nóvgorod ("República de Nóvgorod"), que va aparèixer l'any 2006 (les primeres pàgines del lloc a l'arxiu web es remunten al 2010). La bandera es basava en l'aleshores bandera oficial de Veliky Nóvgorod. Segons el creador del lloc, el programador nord-americà Martin Posthumus, el projecte va ser concebut com un exemple d'una història alternativa en què les tropes de la República de Nóvgorod van derrotar les tropes del Principat de Moscou a la batalla de Shelon.
En una publicació del 25 de novembre de 2013, un usuari de LJ Truvor va esmentar la bandera blanc-blau-blanca de Nóvgorod "sense l'escut de Catherine" com "una gran opció per a la nostra futura república". Segons ell, "Nóvgorod, fins i tot completament destruït i trepitjat, és un fantasma de la Rússia real. L'Horda, que s'ha apropiat de la història de Rússia, senten inconscientment l'amenaça de l'aixecament de Rússia des de la tomba de Nóvgorod".
Va ser proposat per primera vegada com a bandera alternativa de Rússia per l'usuari del "Live Journal" Andrei Chudinov el 22 d'agost de 2019.
En relació amb les protestes contra la guerra, es va mencionar per primera vegada a Twitter el 28 de febrer de 2022 i va ser àmpliament acceptat per les forces de l'oposició. Va ser utilitzat en protestes contra la guerra a Tbilisi, Geòrgia, així com a Alemanya, a Xipre i Ekaterinburg, Rússia.
Segons els activistes, simbolitza la lluita per la pau i la llibertat de pensament. El vermell, que s'associa amb la sang i el passat soviètic, ha estat substituït pel blanc pacífic. La combinació de colors també recorda l'antiga bandera de Veliky Nóvgorod com a record de les tradicions de la República de Nóvgorod.
Segons alguns activistes, la principal diferència amb la bandera russa -la manca d'una franja vermella- és un símbol de protesta, perquè rebutja el culte a la guerra, l'expansió militar, mostra una nova pàgina de la història russa, on no hi ha lloc. per l'autocràcia, el militarisme, la violència i la sang. Segons ells, l'aparició de la bandera es va inspirar en els símbols del període estatal de Veliky Nóvgorod, que, segons els activistes, va ser el centre de la República de Nóvgorod i és l'únic candidat al títol de veritable democràcia en la història russa. La semblança amb la bandera BCHB s'anomena simbolisme especial. Els mateixos colors, segons alguns activistes, caracteritzen la pau, la puresa, la prudència (blanc), així com la veritat i la justícia (blau).

Bandera estatal de la Federació Russa de 1991 a 1993

La franja blava mitjana s'aproxima en color a la bandera russa, que es va utilitzar entre 1991 i 1993.

## Oposició de les autoritats
El 6 de març de 2022, una resident de Moscou, Anna Dubkova, va ser detinguda per un agent de policia com a part del pla "Interceptació" a causa de la bandera blanc-blau-blanca col·locada al seu cotxe. El protocol estableix que la bandera és un símbol de "... protestes contra la guerra repartides entre les forces de l'oposició". El tribunal va condemnar Anna Dubkova a 15 dies de presó en virtut de l'article 19.3 del Codi d'infraccions administratives.

## Estandardització de mida i color
| Model de Color | Blanc   | Blau            |
| -------------- | ------- | --------------- |
| HTML           | #FFFFFF | #088CE8 #0083D6 |
| CMYK           | 0,0,0,0 | 100,41,5,0      |

## Galeria

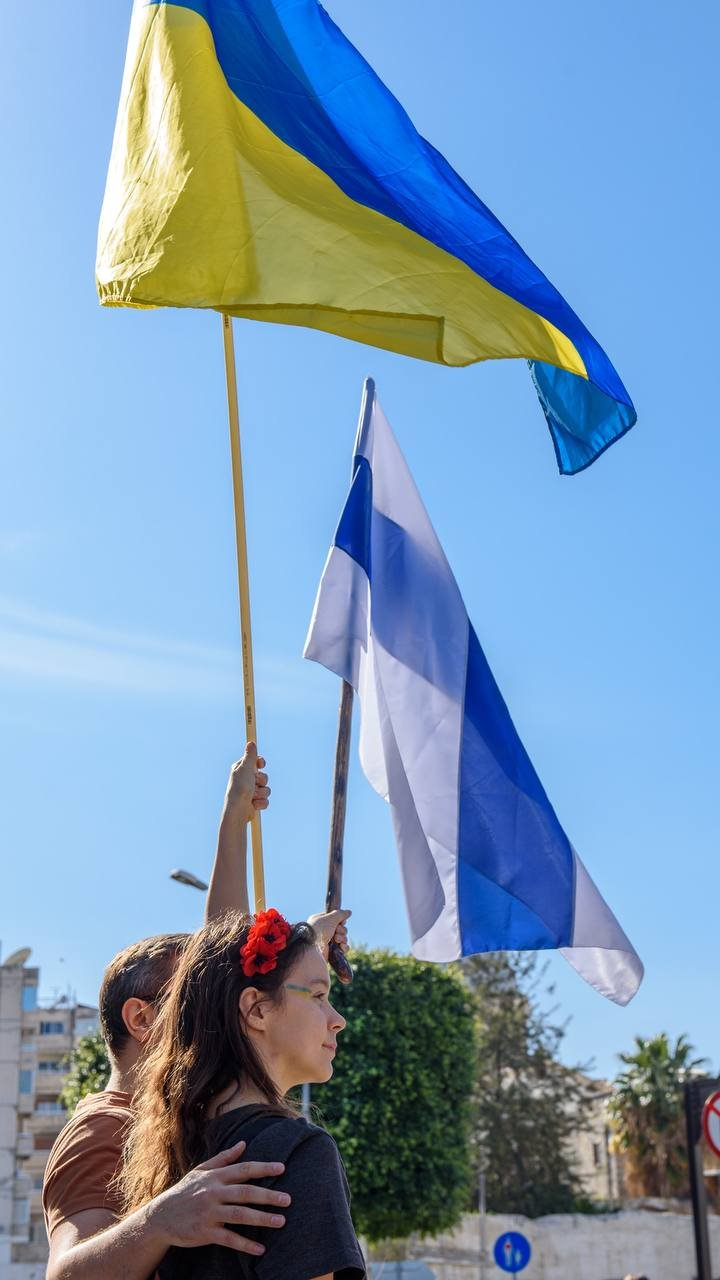
La bandera estatal d'Ucraïna i la bandera de protesta russa

## Banderes semblants

Bandera de Veliky Nóvgorod 1994–2006
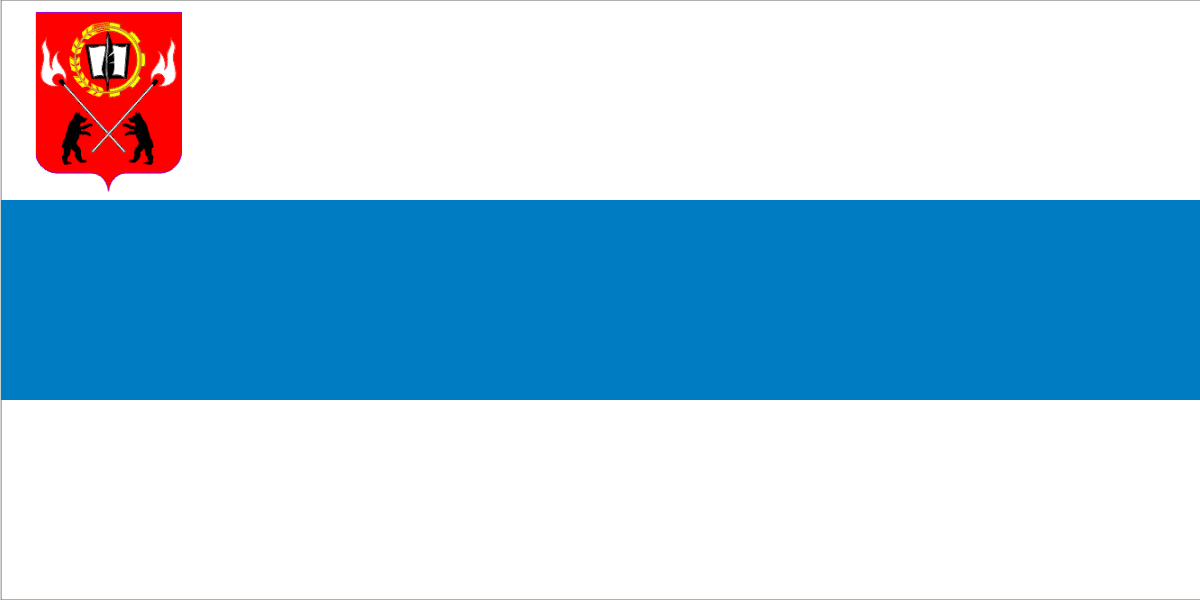
Bandera del districte de Chudiv de la regió de Novgorod 1997–2008
Bandera de l'estat virtual de Veishnoria
Bandera del cantó suís de Zug